# موسبرغ
موسبرغ (بالألمانية: Moosberg) هو جبل يقع في سلسلة جبال روتهارغبيرغه، في ولاية شمال الراين-وستفاليا، ألمانيا، ويبلغ ارتفاعه حوالي 513 مترًا.

## الموقع
يقع موسبرغ في هوكزون ضمن أراضي بلدية أوينغهاوزن في منطقة هوكزلاندكرَيس، ويُعد جزءًا من غابة إيجز الكبيرة. يُعتبر الجبل ثالث أعلى قمة في المنطقة بعد ليبينبرغ (Elev 680 م) وفينبرغ (Elev 658 م).

## الطبيعة والحماية
توجد في موسبرغ محمية طبيعية تُعرف باسم **NSG Moosberg bei Silbach** (محمية موسبرغ الطبيعية قرب زيلباخ)، وهي منطقة محمية بيئيًا تهدف إلى الحفاظ على النظم البيئية الجبلية والنباتات النادرة في المنطقة.